# Кармел (Мен)
Кармел (англ. Carmel) — місто (англ. town) в США, в окрузі Пенобскот штату Мен. Населення — 2867 осіб (2020).

## Демографія
Згідно з переписом 2010 року, у місті мешкали 2794 особи в 1097 домогосподарствах у складі 818 родин. Було 1182 помешкання
Расовий склад населення:
| - 97,6 % — білих - 0,5 % — корінних американців - 0,5 % — чорних або афроамериканців - 0,2 % — азіатів |

До двох чи більше рас належало 0,9 %. Частка іспаномовних становила 0,8 % від усіх жителів.
За віковим діапазоном населення розподілялося таким чином: 23,0 % — особи молодші 18 років, 64,0 % — особи у віці 18—64 років, 13,0 % — особи у віці 65 років та старші. Медіана віку мешканця становила 40,5 року. На 100 осіб жіночої статі у місті припадало 101,0 чоловіків;  на 100 жінок у віці від 18 років та старших — 97,3 чоловіків також старших 18 років.
Середній дохід на одне домашнє господарство  становив 65 818 доларів США (медіана — 62 716), а середній дохід на одну сім'ю — 72 488 доларів (медіана — 68 705). Медіана доходів становила 45 184 долари для чоловіків та 36 583 долари для жінок. За межею бідності перебувало 7,7 % осіб, у тому числі 3,8 % дітей у віці до 18 років та 12,0 % осіб у віці 65 років та старших.
Цивільне працевлаштоване населення становило 1498 осіб. Основні галузі зайнятості: освіта, охорона здоров'я та соціальна допомога — 33,8 %, роздрібна торгівля — 18,3 %, будівництво — 7,8 %, науковці, спеціалісти, менеджери — 5,3 %.